# Apóstrofe
El apóstrofe es una figura  literaria de diálogo que consiste en dirigirse, durante un discurso o narración, generalmente con emoción o vehemencia,  a un interlocutor que puede estar presente, fallecido o ausente, a objetos inanimados personificados o incluso al propio autor u orador. Generalmente se utiliza el vocativo o el imperativo. El empleo de este recurso es muy común en las plegarias u oraciones, en los soliloquios y en las invocaciones.
También es frecuente la utilización de esta figura en política, ya que crea la impresión entre el público de que el orador se está dirigiendo directamente a sí mismo, lo que aumenta la receptividad.

## Ejemplos
Olas gigantes que os rompéis bramando

en las playas desiertas y remotas,

envuelto entre sábanas de espuma,

¡llevadme con vosotras!
Gustavo Adolfo Bécquer, Rima LII

¡O virtuosa, magnífica guerra!

En ti las querellas volverse debían,

en ti do los nuestros muriendo vivían

por gloria en los cielos y fama en la tierra,

en ti do la lanza cruel nunca yerra

nin teme la sangre verter de parientes;

revoca concordes a ti nuestras gentes

de tales quistiones y tanta desferra.
Juan de Mena, Laberinto de Fortuna

Goza cuello, cabello, labio y frente

antes que lo que fue en tu edad dorada

oro, lilio, clavel, cristal luciente,

no sólo en plata o viola troncada

se vuelva, más tú y ello juntamente

en tierra, en humo, en polvo, en sombra, en nada.
Luis de Góngora y Argote, Mientras por competir con tu cabello...

¡Oh noche que guiaste!,

¡oh noche amable más que el alborada!,

¡oh noche que juntaste

Amado con amada,

amada en el Amado transformada!
San Juan de la Cruz, Noche oscura